# Konrad von Jungingen
Konrad von Jungingen, död 30 mars 1407 var tyska ordens högmästare 1393-1407.
Blev 1393 tyska ordens högmästare, och som sådan en av dess främste. Under honom intogs 1398 Gotland, varifrån vitaliebröderna fördrevs. Ön återgavs till Drottning Margareta först under ett interregnum efter hans död. Konrad var bror med efterträdaren Ulrich von Jungingen.